# Jeffrey Hopkins
Jeffrey Hopkins (Barrington (Rhode Island), 1940 – Vancouver, 1 juli 2024) was een Amerikaans tibetoloog. 
Vanaf 1973 was Hopkins gedurende drie decennia hoogleraar Tibetaans en boeddhologie aan de Universiteit van Virginia. Hij schreef meer dan vijfentwintig boeken over het Tibetaans boeddhisme, waaronder Meditation on Emptiness uit 1983 dat pionierswerk leverde met de uiteenzetting van de Prasangikafilosofie uit de gelugtraditie.
Van 1979 tot 1989 was hij de belangrijkste vertaler in het Engels voor de veertiende dalai lama Tenzin Gyatso. Ook speelde hij een toonaangevende rol in de ontwikkeling van de Internationale Tibetaanse vrijheidsbeweging.
Hopkins overleed op 1 juli 2024 op 83-jarige leeftijd.
- Bibsys: 90686515
- Bibliothèque nationale de France: cb11907718j (data)
- CiNii: DA01767916
- Gemeinsame Normdatei: 109089871
- International Standard Name Identifier: 0000 0000 8140 2968
- Library of Congress Control Number: n77005425
- Nationale Bibliotheek van Letland: 000098360
- MusicBrainz: 3e55e588-8a52-448a-a623-dcbe7e6fd5e7
- Bibliotheek van het Japanse parlement: 00683762
- Nationale Bibliotheek van Tsjechië: xx0037961
- Nationale Bibliotheek van Israël: 987007262990205171
- Nationale en Universitaire bibliotheek Zagreb: 000173170
- Nederlandse Thesaurus van Auteursnamen: 068278896
- Réseau des bibliothèques de Suisse occidentale: 02-A003382594
- Istituto Centrale per il Catalogo Unico: PALV040521
- Système universitaire de documentation: 026924315
- Virtual International Authority File: 61547141
- WorldCat: E39PBJrwR4WDDpv63KyVKgDH4q